# 第36回読売新聞社杯全日本選抜競輪
第36回読売新聞社杯全日本選抜競輪は、2021年2月20日から23日まで、川崎競輪場で行われた競輪のGI競走である。優勝賞金は3000万円（副賞込み）。

## 決勝戦

### 競走成績
- 2月23日（火・祝）第12レース[1][2][3][4]
- 誘導員…白戸淳太郎（神奈川）

| 着 | 車番 | 選手       | 齢 | 登録地 | 級 班 | 着差    | 決まり手 | 上がり (秒) | H/B | 特記   |
| -- | ---- | ---------- | -- | ------ | ----- | ------- | -------- | ----------- | --- | ------ |
| 1  | 7    | 郡司浩平   | 30 | 神奈川 | SS    |         | 捲り     | 11.7        | B   |        |
| 2  | 1    | 和田健太郎 | 39 | 千葉   | SS    | 3/4車身 | マーク   | 11.6        |     |        |
| 3  | 5    | 守澤太志   | 35 | 秋田   | SS    | 3/4車身 |          | 11.6        |     |        |
| 4  | 2    | 松浦悠士   | 30 | 広島   | SS    | 1/2車身 |          | 11.6        |     |        |
| 5  | 8    | 諸橋愛     | 43 | 新潟   | S1    | 1車身   |          | 11.8        |     |        |
| 6  | 6    | 園田匠     | 39 | 福岡   | S1    | 3/4車身 |          | 11.6        |     |        |
| 7  | 9    | 清水裕友   | 26 | 山口   | SS    | 5車身   |          | 12.4        |     |        |
| 8  | 3    | 平原康多   | 38 | 埼玉   | SS    | 1車輪   |          | 12.5        | S   | 事故入 |
| 9  | 4    | 深谷知広   | 31 | 静岡   | S1    | 大差    |          |             | JH  |        |

### 配当金額
- 上段：複式、下段：単式

| 2枠連    | 2枠連     | 2車連       | 2車連       | 3連勝        | 3連勝        | ワイド          | ワイド                             |
| 56,598票 | 56,598票  | 179,310票   | 179,310票   | 862,299票    | 862,299票    | 90,101票        | 90,101票                           |
|          |           |             |             |              |              |                 |                                    |
| 1=5      | 640円 (2) | 1=7         | 640円 (2)   | 1=5=7        | 3,180円 (11) | 1=7 5=7 1=5     | 310円 0(2) 820円 (11) 1,640円 (21) |
| 5-1      | 710円 (1) | 7-1         | 680円 (1)   | 7-1-5        | 4,390円 0(8) | 1=7 5=7 1=5     | 310円 0(2) 820円 (11) 1,640円 (21) |
|          |           |             |             |              |              |                 |                                    |
| 96,075票 | 96,075票  | 1,359,874票 | 1,359,874票 | 10,883,480票 | 10,883,480票 | 計 13,527,737票 | 計 13,527,737票                    |

### レース概略
番手捲りから郡司浩平が地元ホームバンクで全日本選抜初優勝。GIタイトルは昨年11月の競輪祭に続き2つ目。

## 特記事項
- 川崎競輪場でのGI開催は、白鳥伸雄が制覇した1965年の第10回オールスター競輪以来56年ぶり。

- 今開催はCOVID-19流行と感染拡大を防止する観点から、当初は入場制限を行った上で開催される予定だったが、緊急事態宣言が延長された事もあり2月4日に無観客での開催に変更となった[11][12]。また、関東地方の一部競輪場[注 1]では同様の理由で当初予定されていた場外発売が取りやめとなった（新型コロナウイルスに伴う影響）。

- 地上波の決勝戦中継は「坂上忍の勝たせてあげたいTV ～第36回全日本選抜競輪～」《日本テレビ系列全国ネット》[13]。なお、今回から進行が宇垣美里に変更となった[14][15]。

- シリーズ全体での目標額は85億円だったが、シリーズ四日間の総売上額は88億0563万4100円（前年比4.7%増）。川崎本場の無観客や一部競輪場での場外発売取りやめの影響もある中で目標額をクリアしている[16]。
  - 45億3770万8900円 - 場外
  - 42億6792万5200円 - 電話・インターネット投票
  - 88億0563万4100円 - 計

### 競走データ
- S班選手のうち脇本雄太と新田祐大は、この年に行われる予定の東京オリンピック自転車競技トラック種目日本代表に選出されており、同大会出場に専念するため当初から不参加となった[注 2]。

- 新田と脇本を除く今回出場したS班選手7選手のうち、佐藤慎太郎を除く6選手が決勝に進出した。

- 今回、決勝に進出した9名全員がGI決勝戦経験者。また、守澤太志と和田健太郎[注 3]以外の7名は特別競輪（GII以上）優勝経験者。

- 決勝は、枠単・車単では1番人気の決着となった（対して枠複・車複では2番車松浦との絡みが1番人気だった）。

- 地元選手がGIを制したのは、第60回オールスター競輪（2017年）の渡邉一成以来。